# 宫山嘴水库
宫山嘴水库 ，也作宫山咀水库 ，位于中华人民共和国辽宁省建昌县县城西南9千米，是大凌河上游的一座大（2）型水库。水库于1958年9月动工兴建，1976年7月竣工。总库容1.0886亿立方米，兴利库容0.5811亿立方米。大坝为黏土心墙砂壳坝，最大坝高33.7米，坝长457.5米，坝址以上集水面积656平方千米。水库建有4座梯级电站，总装机容量3105千万，年均发电584万千瓦时。水库年均向葫芦岛市提供城市用水3776.2万立方米，同时有效保护下游建昌县和喀左县25万人口、2.5万公顷耕地的防洪安全。